# Joaquim Davi Ferreira Lima
Joaquim Davi Ferreira Lima (Ipirá, 14 de novembro de 1876 — Rio de Janeiro, 29 de fevereiro de 1936) foi um médico e político brasileiro.

## Biografia
Era filho de Daví Ferreira Lima. Casou com Carolina Collaço Cabral de Lima. Pai de João Davi Ferreira Lima.
Entre as décadas de 1910 e 1920, durante o governo de Hercílio Luz, atuou como Inspetor de Higiene do estado de Santa Catarina, tendo sido ardil defensor da instauração de uam agenda sanitarista como programas de prevenção de doenças. Tabalhando ao lado de nomes como doutor Carlos Corrêa e Bulcão Vianna.
Foi intendente municipal em Tubarão, cargo correspondente a prefeito municipal.
Foi deputado à Assembleia Legislativa de Santa Catarina na 5ª legislatura (1904 — 1906), na 6ª legislatura (1907 — 1909), e na 7ª legislatura (1910 — 1912).
Foi deputado federal na 11ª legislatura (1921 — 1923) e na 12ª legislatura (1924 — 1926).